# Loi du demi-cercle
En théorie des probabilités et en statistique, la loi du demi-cercle ou loi du demi-cercle de Wigner est une loi de probabilité sur l'intervalle [-R,R] et dont le graphe de la densité de probabilité est un demi-cercle de rayon R, centré en 0 et convenablement renormalisé, ce qui en fait, en fait, une ellipse. En anglais, cette loi est nommée Wigner semicircle distribution, d'après le nom du physicien Eugene Wigner.
En théorie des nombres, la loi du demi-cercle est parfois appelée loi de Satō-Tate, voir la conjecture de Satō-Tate.
Cette loi apparait comme la loi limite des valeurs propres de beaucoup de matrices aléatoires quand la taille de la matrice tend vers l'infini.

## Caractérisations

### Densité de probabilité
La densité de probabilité de la loi du demi-cercle est :
{\displaystyle f(x)={\begin{cases}\displaystyle {2 \over \pi R^{2}}{\sqrt {R^{2}-x^{2}\,}}&{\hbox{ pour }}-R<x<R,\\0.&{\hbox{ sinon.}}\end{cases}}}

### Fonction de répartition
La fonction de répartition de la loi du demi-cercle est :
{\displaystyle F(x)={\begin{cases}0&{\hbox{ pour }}x<-R,\\\displaystyle {\frac {1}{2}}+{\frac {x{\sqrt {R^{2}-x^{2}}}}{\pi R^{2}}}+{\frac {\arcsin \!\left({\frac {x}{R}}\right)}{\pi }}&{\hbox{ pour }}-R<x<R,\\1&{\hbox{ pour }}x>R.\end{cases}}}

## Propriétés générales

### Moments
Pour tout entier n, le 2n-ième moment de la loi du demi-cercle est
{\displaystyle E(X^{2n})=\left({R \over 2}\right)^{2n}C_{n}\,}
où {\displaystyle C_{n}} est le n-ième nombre de Catalan :
{\displaystyle C_{n}={1 \over n+1}{2n \choose n}.}
Ainsi les moments de la loi du demi-cercle sont les nombres de Catalan si {\displaystyle R=2}. Par la propriété de symétrie, les moments d'ordre impair sont nuls.

### Fonction génératrice
En faisant la substitution {\displaystyle x=R\cos(\theta )} dans la définition de la fonction génératrice des moments, on obtient :
{\displaystyle M(t)={\frac {2}{\pi }}\int _{0}^{\pi }e^{Rt\cos(\theta )}\sin ^{2}(\theta )\,d\theta .}
Cette équation peut être résolue (voir Abramowitz et Stegun §9.6.18) :
{\displaystyle M(t)=2\,{\frac {I_{1}(Rt)}{Rt}}}
où {\displaystyle I_{1}(z)} est la fonction de Bessel modifiée.

### Fonction caractéristique
De manière similaire, la fonction caractéristique est donnée par :
{\displaystyle \varphi (t)=2\,{\frac {J_{1}(Rt)}{Rt}}}
où {\displaystyle J_{1}(z)} est la fonction de Bessel. (voir Abramowitz et Stegun §9.1.20).

### Liens avec d'autres lois
- Lorsque R tend vers 0, la loi du demi-cercle converge vers la distribution de Dirac.
- La loi du demi-cercle est un cas particulier de la loi bêta renormalisée. Plus précisément, si Y est de loi bêta de paramètres {\displaystyle \alpha =\beta ={\frac {3}{2}}}, alors {\displaystyle R(2Y-1)} suit la loi du demi-cercle.
- La loi du demi-cercle est la limite de la loi de Kesten-McKay lorsque son paramètre d tend vers l'infini.